# Tavernello

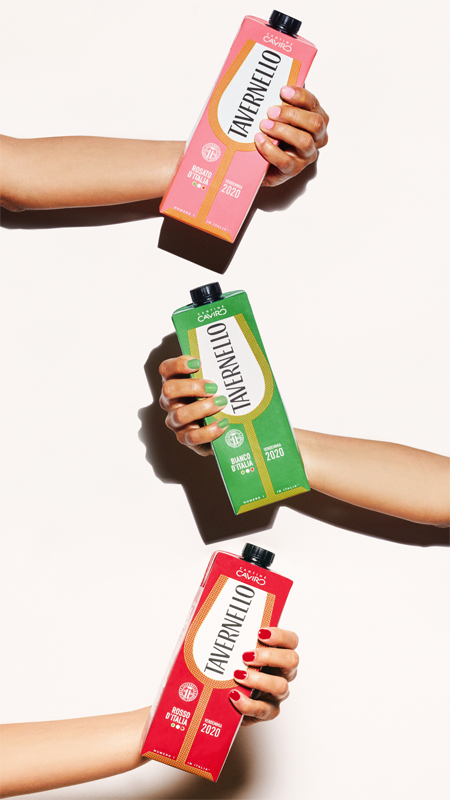
Tipici brick di Tavernello

Tavernello è il marchio registrato di un vino prodotto dall'azienda romagnola Caviro, con sede centrale a Faenza, pubblicizzato e commercializzato attraverso le catene della grande distribuzione. Suo elemento distintivo è il confezionamento in imballaggi di cartoncino Tetra Pak, il quale, in concorso con altri fattori quali la dislocazione della produzione in cantine sociali sparse su tutto il territorio italiano, conferisce al prodotto la caratteristica di un prezzo di vendita al dettaglio relativamente modesto.
Un rapporto realizzato da Impact Databank per la rivista statunitense Wine Spectator ha indicato nel 2008 Tavernello come il quinto vino più venduto al mondo con 11,4 milioni di confezioni, pari allo 0,4% del mercato vinicolo mondiale.
Dal 2010 è disponibile sul mercato anche Tavernello frizzante nelle versioni bianco e rosato, imbottigliato nel tradizionale formato in vetro da 0,75 L.
Dal 2019 è inoltre disponibile Tavernello Gold nelle versioni White e Black: vini Rubicone IGT confezionati nel formato Tetra Prisma da 500 mL.

## Storia
Tavernello è una marca di Caviro, precedentemente Corovin, cooperativa vitivinicola costituita nel 1966 dalla convergenza di nove cantine sociali provenienti da tutto il territorio italiano, poi aumentate via via fino a raggiungere l'attuale quota di 32, con l'odierno bacino di utenza stimabile in 4 milioni di famiglie.
Nato nel 1983, è stato il primo prodotto vinicolo italiano a essere confezionato in contenitori Tetra Pak, peculiarità esplicitamente sottolineata da ampie campagne pubblicitarie e che ha notevolmente contribuito a determinarne la notorietà.

## La filiera
Tavernello vanta una filiera agroalimentare certificata secondo la norma UNI EN ISO 22005:2008 che attesta la rintracciabilità del prodotto lungo tutte le fasi della sua elaborazione, partendo dai viticoltori che producono e forniscono l'uva, passando dalle cantine che la trasformano in vino, per arrivare agli stabilimenti preposti al confezionamento. L'azienda mette anche a disposizione sul proprio sito ufficiale un servizio di tracciamento che consente di risalire al luogo di origine di ogni singola confezione.